# Chiesa di San Lorenzo a Montepoli
La chiesa di San Lorenzo a Montepoli si trova a Montepoli, località nei pressi di Sant'Agata di Scarperia e San Piero, in provincia di Firenze.
Ricordata fin dal 1251, fu di patronato degli Ubaldini, cui rimase legata fino alla fine del XVIII secolo, come attesta lo stemma di questa famiglia posto sulla porta.
Già cadente nella seconda metà del Cinquecento, fu ricostruita nel 1613, con l'aggiunta del porticato sulla facciata e di altari all'interno. Appartengono a questa chiesa una tavola di ambito fiorentino del XIV secolo e una tela raffigurante la Madonna col Bambino fra San Lorenzo, San Giovanni Battista, un Santo Eremita ed un Santo Vallombrosano, attribuito a Jacopo Villani. La Chiesa è in decadenza ed è chiusa al pubblico.